# 월전포항
월전포항은 전라남도 여수시 돌산읍 우두리에 있는 어항이다. 2007년 8월 8일 어촌정주어항으로 지정하여 관리하고 있다. 시설관리자는 여수시장이다.

## 어항 구역
- 수역: 북위 34°41′59″, 동경 127°47′09″의 지점에서 S방향으로 150m점과 이점에서 E방향으로 100m점과 이점에서 N30°E방향으로 50m점과 이점에서 S50°E방향으로 100m점과 이 점에서 S5°W방향으로 190m점과 이점에서 W방향으로 100m점과 이점에서 S방향으로 70m점과 이점에서 E방향으로 150m점과 이 점에서 N60°E방향으로 육지부를 연결하는 선을 따라 형성된 공유수면[1]

## 어항 시설
- 방파제 68m, 호안 199m

## 기본 계획
- 방파제 98m, 호안 199m[1]

## 정비 계획
- 방파제 30m[2]

## 주요 어종
- 멸치